# Football Club Tatabánya
L'FC Tatabánya (nome completo Football Club Tatabánya) è una società calcistica con sede a Tatabánya, in Ungheria. Nella stagione 2023-24 milita nel Nemzeti Bajnokság III la terza divisione del campionato ungherese.
Nel suo palmarès figurano due Coppe Mitropa e due Coppe Intertoto, mentre in campionato la miglior posizione raggiunta è il secondo posto conquistato nella stagione 1980-1981 e in quella 1987-1988. Inoltre disputa per tre volte la finale della Coppa nazionale.
Negli anni ottanta ha partecipato in cinque occasioni alle competizioni europee, venendo sempre eliminato al primo turno.

## Storia
Il Tatabánya viene fondato nel 1910 nell'omonima città ungherese. Gioca il suo primo campionato di massima divisione ungherese nella stagione 1948-1949, ma viene subito retrocesso. Trascorre la prima parte degli anni 1950 quasi per intero nella seconda divisione, ma dalla promozione ottenuta nel 1955 la squadra diventa per lungo tempo una presenza fissa in prima divisione. Negli anni sessanta il club comincia ad ottenere risultati significativi in questa categoria, come il terzo posto nel 1964 e nel 1966, più altri due quarti posti.
La stagione 1971-1972 si conclude con un altro quarto posto, in più il Tatabánya accede per la prima volta nella sua storia alla finale della Magyar Kupa, ma viene battuto 2-1 dal Ferencváros. Nella stagione successiva la squadra conquista il suo primo trofeo, la Coppa Mitropa: gli ungheresi vincono il girone in cui trovano anche il Bologna, che viene sconfitto in entrambe le partite, e nella finale doppia sconfiggono il Čelik Zenica, battendolo sia in Ungheria che in Jugoslavia. Il Tatabánya vince anche l'edizione successiva della manifestazione, vincendo il gruppo in cui incontra nuovamente una squadra italiana, il Lanerossi Vicenza, e sconfiggendo nelle finali lo Žilina.
Il Tatabánya conclude gli anni settanta un po' lontano dal vertice, ma gli anni ottanta si aprono con un buon secondo posto conquistato nel campionato 1980-1981, che oltretutto permette alla squadra di partecipare alla Coppa UEFA 1981-1982. Qui la squadra incontra nel primo turno il Real Madrid: i magiari riescono a vincere 2-1 l'incontro casalingo, ma agli spagnoli basta l'1-0 nella partita di ritorno per passare il turno. La stagione viene conclusa con un terzo posto in campionato, al quale fa seguito un'altra partecipazione in Coppa UEFA nella stagione successiva, ma la squadra è nuovamente eliminata al primo turno.
Il Tatabánya arriva per la seconda volta a disputare la finale della Coppa nazionale nel 1985. Avversario è l'Honvéd che conquista la coppa vincendo la partita 5-0, e nella stessa stagione conquista anche lo scudetto: per questo motivo il Tatabánya partecipa alla Coppa delle Coppe. Il cammino dei magiari si interrompe al primo turno, dove viene nettamente sconfitto dal Rapid Vienna. Nelle due stagioni successive la squadra conquista in campionato un terzo e un secondo posto, e per questo partecipa ad altre due edizioni della Coppa UEFA, ma in entrambi i casi non riesce a superare il primo turno.
Il Tatabánya retrocede in seconda divisione al termine della stagione 1991-1992, e dopo quattro campionati conclusi generalmente nella parte bassa della classifica retrocede in terza divisione, nella stagione 1996-97. La risalita in seconda divisione è immediata, e nel 1999 torna in massima divisione. Nella stessa stagione disputa per la terza volta la finale della coppa nazionale, ma viene sconfitto 2-0 dal Debrecen. Il Tatabánya trascorre gli anni duemila tra la prima e la seconda divisione, disputando l'ultimo campionato in massima divisione nella stagione 2007-2008.
Negli anni 2015 e 2016 viene scelto come allenatore Bruno Giordano; inoltre diventa direttore generale, oltre che proprietario per il 70%, Massimiliano Caroletti, marito dell'ex pornostar Éva Henger; viene scelto in attacco Tommaso Rocchi.

## Cronologia del nome
- 1910 Tatabánya (Tatabányai Sport Club)
- 1949 Tatabánya (Tatabányai Tárna)
- 1950 Tatabánya (Tatabányai Bányász Sport Club)
- 1992 Tatabánya (Tatabányai Sport Club)
- 1998 Tatabánya (Lombard Futball Club Tatabánya)
- 1999 Tatabánya (Football Club Tatabánya)
- 2000 Tatabánya (Lombard Futball Club Tatabánya)
- 2004 Tatabánya (Auto Trader Tatabánya Football Club)
- 2005 Tatabánya (Football Club Tatabánya)

## Palmarès

### Competizioni nazionali
- Nemzeti Bajnokság II: 3

1955, 1998-1999, 2004-2005
- Nemzeti Bajnokság III: 1

2023-2024 (gruppo nord-ovest)

### Competizioni internazionali
- Coppa Mitropa: 2

1972-1973, 1973-1974
- Coppa Intertoto: 2

1987, 1989

### Altri piazzamenti
- Campionato ungherese:

Secondo posto: 1980-1981
Terzo posto: 1964, 1966, 1981-1982, 1986-1987, 1987-1988
- Coppa d'Ungheria:

Finalista: 1971-1972, 1984-1985, 1998-1999
Semifinalista: 1974-1975, 1978-1979, 1983-1984
- Coppa Piano Karl Rappan:

Semifinalista: 1962-1963

## Giocatori celebri

### Vincitori di titoli
Calciatori campioni olimpici di calcio
- Tibor Csernai (Tokyo 1964)
- József Gelei (Tokyo 1964)
- Gusztáv Szepesi (Tokyo 1964)
- Iván Menczel (Città del Messico 1968)